# Apachea barberella
Apachea barberella är en fjärilsart som beskrevs av August Busck 1902. Apachea barberella ingår i släktet Apachea och familjen plattmalar. Inga underarter finns listade i Catalogue of Life.